# 德克薩斯本德 (密蘇里州)
德克薩斯本德（英語：Texas Bend）是位於美國密蘇里州密西西比縣的非建制地區。

## 地理
德克薩斯本德所處的海拔為高於海平面99米（即325英呎），而該地所採用的時區為UTC-6，即北美中部時區（CST）。同時該地設有夏令時間，為UTC-6調快一小時，即UTC-5（CDT）。